# Persone di nome Francesco/Politici
| Questa pagina contiene informazioni ricavate automaticamente dalle voci biografiche con l'ausilio del template Bio e di un bot. L'aggiornamento è periodico e automatico e ricostruisce completamente la pagina. Se manca una persona in questa lista, sei pregato di non aggiungerla, ma accertati piuttosto che la sua voce biografica contenga il template Bio e che i dati anagrafici siano correttamente compilati. Se il template Bio manca, inseriscilo tu stesso o, in alternativa, metti l'avviso {{tmp\|Bio}} che ne segnala la mancanza. Se i dati riportati sono sbagliati, correggi direttamente la voce biografica; le modifiche saranno visibili in questa lista entro pochi giorni. Per chiarimenti vedi il progetto antroponimi. La lista contiene solo le 406 persone che sono citate nell'enciclopedia e per le quali è stato implementato correttamente il template Bio. Pagina aggiornata al 6 ago 2025. |

Questa è una lista di persone presenti nell'enciclopedia che hanno il nome Francesco e sono politici.

## A(22)
- Francesco Acciaiuoli, politico italiano
- Francesco Accolla, politico italiano (Floridia, n. 1822 - Siracusa, † 1882)
- Francesco Saverio Acito, politico italiano (Matera, n. 1944)
- Francesco Acquaroli, politico italiano (Macerata, n. 1974)
- Francesco Albani, politico e diplomatico italiano (Bergamo, n. 1473 - Bergamo, † 1535)
- Francesco Albertini, politico italiano (Gravellona Toce, n. 1906 - Verbania, † 1996)
- Francesco Onorato Alici, politico italiano (Roma, n. 1929 - Rimini, † 1997)
- Francesco Allera Longo, politico italiano (Donato, n. 1937 - † 2010)
- Francesco Alliata-Campiglia, politico italiano (Pisa, n. 1806 - † 1867)
- Francesco Maria Benedetto Amat Manca, politico e militare italiano (Cagliari, n. 1757 - Genova, † 1830)
- Francesco Amendola, politico e sindacalista italiano (Lamezia Terme, n. 1949)
- Francesco Amendola, politico italiano (Piazza di Pandola, n. 1881 - Avellino, † 1959)
- Francesco Amodio, politico e avvocato italiano (Maiori, n. 1914 - Amalfi, † 1992)
- Francesco Maria Amoruso, politico italiano (Bisceglie, n. 1956)
- Francesco Ansaldi, politico, medico e partigiano italiano (Vercelli, n. 1907 - † 1957)
- Francesco Aracri, politico italiano (Spoleto, n. 1952)
- Francesco Arena, politico italiano (Messina, n. 1926 - † 1975)
- Francesco Arina, politico italiano (Taranto, n. 1919 - Brindisi, † 2006)
- Francesco Attaguile, politico italiano (Grammichele, n. 1945)
- Francesco Auleta, politico italiano (Sala Consilina, n. 1938)
- Francesco Auriti, politico italiano (Guardiagrele, n. 1822 - Roma, † 1896)
- Francesco Saverio Azzariti, politico italiano (Napoli, n. 1870 - Napoli, † 1941)

## B(42)
- Francesco Balbi Senarega, politico italiano (Genova, n. 1815 - Firenze, † 1881)
- Francesco Baldarelli, politico italiano (Fano, n. 1955)
- Francesco Barbalace, politico italiano (San Ferdinando, n. 1942)
- Francesco Barbato, politico italiano (Camposano, n. 1956)
- Francesco Barbavara, politico italiano (Milano)
- Francesco Michele Barra, politico italiano (Castrovillari, n. 1947)
- Francesco Barra, politico italiano (Somma Vesuviana, n. 1949 - † 2022)
- Francesco Maria Barracu, politico e militare italiano (Santu Lussurgiu, n. 1895 - Dongo, † 1945)
- Francesco Barrera, politico e giornalista italiano (Spinetta Marengo, n. 1935 - Alessandria, † 2004)
- Francesco Bascone, politico italiano (Mazara del Vallo, n. 1872 - † 1948)
- Francesco Battaglia, politico italiano (Venezia)
- Francesco Battistoni, politico italiano (Montefiascone, n. 1967)
- Francesco Belsito, politico italiano (Genova, n. 1971)
- Francesco Berna, politico italiano (Perugia, n. 1905)
- Francesco Berti, politico italiano (Livorno, n. 1990)
- Francesco Betti, politico e avvocato italiano (Massa, n. 1870 - Massa, † 1920)
- Francesco Giorgio Bettiol, politico e antifascista italiano (Castellavazzo, n. 1897 - † 1979)
- Francesco Bettoni Cazzago, politico, saggista e romanziere italiano (Brescia, n. 1835 - Brescia, † 1898)
- Francesco Bevilacqua, politico italiano (Vibo Valentia, n. 1944)
- Francesco Biava, politico italiano (Roma, n. 1965)
- Francesco Boccadifuoco, politico italiano (Siracusa, n. 1876)
- Francesco Boccia, politico e economista italiano (Bisceglie, n. 1968)
- Francesco Bon, politico italiano
- Francesco Bonasi, politico e magistrato italiano (Carpi, n. 1830 - Gavasseto, † 1897)
- Franco Bonato, politico italiano (Rosario, n. 1950)
- Francesco Boncompagni Ludovisi, politico e nobile italiano (Foligno, n. 1886 - Roma, † 1955)
- Francesco Paolo Bonifacio, politico e giurista italiano (Castellammare di Stabia, n. 1923 - Roma, † 1989)
- Francesco Bonifazi, politico italiano (Firenze, n. 1976)
- Francesco Bonito, politico e magistrato italiano (Cerignola, n. 1949)
- Francesco Borgatti, politico e magistrato italiano (Renazzo, n. 1818 - Firenze, † 1885)
- Francesco Emilio Borrelli, politico e giornalista italiano (Napoli, n. 1973)
- Francesco Bortolotto, politico italiano (Modena, n. 1953)
- Francesco Bosi, politico italiano (Piacenza, n. 1945 - Firenze, † 2021)
- Francesco Bova, politico italiano (Catanzaro, n. 1920 - Roma, † 2008)
- Francesco Bruni, politico italiano (Firenze, n. 1315 - † 1385)
- Francesco Bruni, politico italiano (Lecce, n. 1964)
- Francesco Bruni, politico italiano (Capodimonte, n. 1929 - Capodimonte, † 2024)
- Francesco Brusco, politico italiano (Vibonati, n. 1941)
- Francesco Bruzzone, politico italiano (Genova, n. 1962)
- Francesco Budassi, politico e avvocato italiano (Urbino, n. 1852 - Urbino, † 1912)
- Francesco Buhagiar, politico maltese (Crendi, n. 1876 - St. Julian's, † 1934)
- Francesco Burlamacchi, politico italiano (Lucca, n. 1498 - Milano, † 1548)

## C(64)
- Francesco Cacciatore, politico e sindacalista italiano (Mercato San Severino, n. 1904 - Salerno, † 1983)
- Francesco Cafarelli, politico italiano (Foggia, n. 1942 - Foggia, † 2017)
- Francesco Calauti, politico italiano (Siderno, n. 1889 - Siderno, † 1966)
- Francesco Calbo Crotta, politico italiano (Venezia, n. 1760 - Venezia, † 1827)
- Francesco Calcagnini, politico e letterato italiano (Rovigo, n. 1405 - Lendinara, † 1476)
- Francesco Caligaris, politico italiano (Fontanetto Po, n. 1824 - Roma, † 1895)
- Francesco Calvanese, politico italiano (Salerno, n. 1947 - Salerno, † 2025)
- Francesco Camerata Scovazzo, politico italiano (Terranova di Sicilia, n. 1822 - † 1895)
- Francesco Campanella, politico italiano (Palermo, n. 1964)
- Francesco Candelli, politico e operaio italiano (Taranto, n. 1921 - † 1993)
- Francesco Candioto, politico italiano (Termini Imerese, n. 1923 - † 1998)
- Francesco Cannizzaro, politico italiano (Reggio Calabria, n. 1982)
- Francesco Capacchione, politico italiano (Barletta, n. 1903 - Barletta, † 1994)
- Stechinelli, politico e banchiere italiano (Rimini, n. 1640 - Celle, † 1694)
- Francesco Caprioli, politico italiano (Brescia, n. 1833 - Santa Margherita Ligure, † 1916)
- Francesco Carboni, politico italiano (Alghero, n. 1945)
- Francesco Carega, politico e agronomo italiano (Livorno, n. 1831 - Roma, † 1905)
- Francesco Carella, politico italiano (Manfredonia, n. 1951)
- Francesco Cariello, politico italiano (Bitonto, n. 1975)
- Francesco Maria Carnea Steffaneo, politico, letterato e educatore austriaco (Tapogliano, n. 1759 - Vienna, † 1825)
- Franz Caruso, politico italiano (Cosenza, n. 1959)
- Francesco Casati, politico italiano (Brenna, n. 1939 - Cantù, † 1992)
- Francesco Cascio, politico e medico italiano (Palermo, n. 1963)
- Francesco Casillo, politico e militare italiano (Terlizzi, n. 1948 - Gioia del Colle, † 2012)
- Francesco Casoli, politico e dirigente d'azienda italiano (Senigallia, n. 1961)
- Francesco Castelbarco, politico italiano (n. 1620 - † 1695)
- Francesco Castiello, politico italiano (Vallo della Lucania, n. 1942 - Roma, † 2024)
- Francesco Cataldo, politico italiano (Partinico, n. 1907 - Roma, † 1969)
- Francesco Cattanei, politico e avvocato italiano (Genova, n. 1931 - Genova, † 1993)
- Francesco Cattaneo, politico italiano (Sarzana, n. 1799 - † 1873)
- Francesco Paolo Catucci, politico italiano (Bitonto, n. 1820 - Napoli, † 1880)
- Francesco Cedrelli, politico italiano (Bergamo, n. 1813 - † 1876)
- Francesco Maria Centi, politico italiano (L'Aquila, n. 1848 - L'Aquila, † 1907)
- Francesco Ceva Grimaldi, politico italiano (Napoli, n. 1831 - Roma, † 1899)
- Francesco Chiapusso, politico italiano (Susa, n. 1802 - Torino, † 1865)
- Francesco Chiarenti, politico italiano (Montaione, n. 1766 - Montaione, † 1828)
- Francesco Chieffi, politico italiano (Ittiri, n. 1906 - † 1968)
- Francesco Chirilli, politico italiano (Cursi, n. 1951)
- Francesco Ciancitto, politico italiano (Catania, n. 1967)
- Francesco Cicerone, politico italiano (L'Aquila, n. 1940)
- Francesco Cimino, politico italiano (Messina, n. 1933)
- Francesco Cocco Ortu, politico e avvocato italiano (Cagliari, n. 1912 - Cagliari, † 1969)
- Francesco Cocco-Ortu, politico italiano (Cagliari, n. 1842 - Roma, † 1929)
- Francesco Colombani, politico italiano (Milano, n. 1813 - Tromello, † 1864)
- Francesco Compagna, politico italiano (Napoli, n. 1921 - Capri, † 1982)
- Francesco Compagna, politico italiano (Corigliano Calabro, n. 1848 - Napoli, † 1925)
- Francesco Concetti, politico italiano (Falerone, n. 1914 - † 1984)
- Francesco Conelli de' Prosperi, politico italiano (Rotterdam, n. 1801 - Torino, † 1877)
- Francesco Coniglio, politico italiano (Catania, n. 1916 - Catania, † 1993)
- Francesco Contarini, politico, diplomatico e umanista italiano (Venezia, n. 1421)
- Francesco Coppola, politico e giornalista italiano (Napoli, n. 1878 - Anacapri, † 1957)
- Franco Corleone, politico italiano (Milano, n. 1946)
- Francesco Corvaglia, politico italiano (Alessano, n. 1920 - Lecce, † 2001)
- Francesco Cosentino, politico italiano (Palermo, n. 1922 - Roma, † 1985)
- Francesco Cossiga, politico e costituzionalista italiano (Sassari, n. 1928 - Roma, † 2010)
- Lodovico Costa della Trinità, politico e militare italiano (Torino, n. 1699 - Pinerolo, † 1772)
- Francesco Costantini, politico e giurista italiano (Fiume, n. 1827 - Pisino, † 1899)
- Francesco Alberto Covello, politico italiano (Castrovillari, n. 1940)
- Francesco Crinò, politico italiano (Casignana, n. 1955)
- Francesco Crispi, politico e militare italiano (Ribera, n. 1818 - Napoli, † 1901)
- Francesco Critelli, politico italiano (Catanzaro, n. 1978)
- Francesco Cugia Delitala, politico e presbitero italiano (Alghero, n. 1818 - Alghero)
- Francesco Curci, politico e medico italiano (Nocera Inferiore, n. 1934 - † 1996)
- Franceschetto Cybo, politico italiano (Napoli - Roma, † 1519)

## D(29)
- Francesco d'Aquino, principe di Caramanico, politico e diplomatico italiano (Napoli, n. 1738 - Palermo, † 1795)
- Francesco D'Alessio, politico e giurista italiano (Montescaglioso, n. 1886 - Roma, † 1949)
- Francesco D'Alessio, politico e avvocato italiano (Conselice, n. 1922 - Ancona, † 2016)
- Francesco Saverio D'Angelo, politico e letterato italiano (Messina, n. 1901 - Caltanissetta, † 1988)
- Francesco D'Onofrio, politico e giurista italiano (Salerno, n. 1939)
- Francesco D'Uva, politico italiano (Messina, n. 1987)
- Francesco Da Prato, politico italiano (Camaiore, n. 1929 - Camaiore, † 2010)
- Francesco De Angelis, politico italiano (Ripi, n. 1959)
- Francesco De Blasiis, politico italiano (Città Sant'Angelo, n. 1807 - Roma, † 1873)
- Francesco De Bosio, politico italiano (Rovereto, n. 1895 - † 1987)
- Francesco De Carli, politico italiano (Monfalcone, n. 1937 - Pordenone, † 2012)
- Francesco De Luca, politico e giurista italiano (Barcellona Pozzo di Gotto, n. 1800 - Messina, † 1854)
- Francesco De Luca, politico italiano (Napoli, n. 1961)
- Francesco De Lucia, politico italiano (Triggiano, n. 1934 - Bari, † 2022)
- Francesco De Nisi, politico italiano (Filadelfia, n. 1968)
- Francesco De Vita, politico italiano (Trapani, n. 1913 - Lucerna, † 1961)
- Francesco Del Pugliese, politico e mecenate italiano (Firenze, n. 1458)
- Francesco Della Luna, politico e architetto italiano (Firenze, n. 1373 - Firenze)
- Francesco Deriu, politico italiano (Ittiri, n. 1917 - Cagliari, † 2004)
- Francesco Di Caro, politico italiano (Matera, n. 1930)
- Francesco Di Giovanni, politico italiano (Palermo, n. 1805 - Firenze, † 1889)
- Francesco Di Nicola, politico italiano (Trapani, n. 1923 - Xitta, † 2015)
- Francesco Divella, politico e imprenditore italiano (Rutigliano, n. 1944)
- Francesco Maria Dominedò, politico italiano (Roma, n. 1903 - Roma, † 1964)
- Francesco Dulbecco, politico italiano (Civezza, n. 1920 - Roma, † 1999)
- Francesco Durante, politico e chirurgo italiano (Letojanni, n. 1844 - Letojanni, † 1934)
- Francesco d'Este, politico e nobile italiano (Ferrara - † 1312)
- Francesco I da Carrara, politico e condottiero italiano (Padova, n. 1325 - Monza, † 1393)
- Francesco de Notaris, politico e giornalista italiano (Roma, n. 1944 - Napoli, † 2021)

## F(26)
- Francesco Fabbri, politico italiano (Solighetto, n. 1921 - Roma, † 1977)
- Francesco Fancello, politico e scrittore italiano (Oristano, n. 1884 - Roma, † 1970)
- Francesco Fazi, politico italiano (Foligno, n. 1859 - Spello, † 1928)
- Saverio Fera, politico e avvocato italiano (Petrizzi, n. 1890)
- Francesco Ferrara, politico e sindacalista italiano (San Vitaliano, n. 1954)
- Francesco Ferrari, politico italiano (Mairano, n. 1946 - Mairano, † 2022)
- Francesco Ferrari, politico e partigiano italiano (Bessè di Chiuppano, n. 1922 - Vicenza, † 1964)
- Francesco Ferrari, politico italiano (Castel Goffredo, n. 1893 - Castel Goffredo, † 1980)
- Francesco Ferrari, politico italiano (Casarano, n. 1905 - † 1975)
- Francesco Filini, politico italiano (Roma, n. 1978)
- Francesco Fino, politico italiano (Corigliano Calabro, n. 1955)
- Francesco Finocchietti, politico italiano (Pisa, n. 1815 - Pisa, † 1899)
- Francesco Fiorenzi, politico e ingegnere italiano (Osimo, n. 1813 - Osimo, † 1895)
- Francesco Fiori, politico italiano (Voghera, n. 1953)
- Franco Fiorita, politico italiano (Soverato, n. 1938 - Catanzaro, † 2001)
- Francesco Floris, politico e storico italiano (Cagliari, n. 1939 - Cagliari, † 2014)
- Francesco Forciniti, politico italiano (Corigliano Calabro, n. 1985)
- Francesco Forgione, politico italiano (Catanzaro, n. 1960)
- Francesco Formenti, politico italiano (Seregno, n. 1947 - Seregno, † 2021)
- Francesco Forte, politico e economista italiano (Busto Arsizio, n. 1929 - Torino, † 2022)
- Francesco Fortugno, politico italiano (Brancaleone, n. 1951 - Locri, † 2005)
- Francesco Franceschini, politico italiano (Vittorio Veneto, n. 1908 - † 1987)
- Francesco Zicchieri, politico italiano (Alatri, n. 1978)
- Ciccio Franco, politico, sindacalista e attivista italiano (Reggio Calabria, n. 1930 - Reggio Calabria, † 1991)
- Francesco Froio, politico italiano (Montauro, n. 1934 - Torino, † 2013)
- Francesco Frola, politico, giornalista e scrittore italiano (Torino, n. 1886 - San Paolo, † 1956)

## G(28)
- Francesco Galdo, politico e avvocato italiano (Baronissi, n. 1858 - Salerno, † 1923)
- Francesco Andrea Gallo, politico italiano (Bari, n. 1925 - Matera, † 2020)
- Francesco Gallo, politico italiano (Messina, n. 1966)
- Francesco Gangemi, politico e giornalista italiano (Reggio Calabria, n. 1934 - Reggio Calabria, † 2018)
- Francesco Saverio Garofani, politico e giornalista italiano (Roma, n. 1962)
- Francesco Gasco, politico e naturalista italiano (Mondovì, n. 1842 - Roma, † 1894)
- Francesco II Gattilusio, politico italiano (Mitilene - Mitilene)
- Francesco Gaudieri, politico italiano (L'Aquila, n. 1917 - L'Aquila, † 2007)
- Francesco Genala, politico e giurista italiano (Soresina, n. 1843 - Roma, † 1893)
- Francesco Gervasio, politico italiano (Savona, n. 1934 - Cairo Montenotte, † 2005)
- Francesco Ghetaldi-Gondola, politico dalmata (Ragusa, n. 1833 - Ragusa, † 1899)
- Francesco Ghirelli, politico e dirigente sportivo italiano (Gubbio, n. 1948)
- Francesco Giacobbe, politico italiano (Catania, n. 1958)
- Francesco Giangrandi, politico italiano (Cotignola, n. 1948)
- Francesco Gilardini, politico italiano (Ovada, n. 1823 - Ovada, † 1890)
- Francesco Giordano, politico italiano (Bari, n. 1957)
- Francesco Giro, politico italiano (Roma, n. 1963)
- Francesco Giuliani di San Lucido, politico italiano (Belmonte Calabro, n. 1836 - San Lucido, † 1905)
- Francesco Giuliari, politico italiano (Vicenza, n. 1948)
- Francesco Giunta, politico italiano (San Piero a Sieve, n. 1887 - Roma, † 1971)
- Francesco Gloria, politico italiano (Moûtiers, n. 1823 - Roma, † 1902)
- Francesco Granato, politico italiano (Miglierina, n. 1957)
- Francesco Grispigni, politico italiano
- Francesco Guarino, politico italiano (Debrecen, † 1971)
- Francesco Domenico Guerrazzi, politico, scrittore e giornalista italiano (Livorno, n. 1804 - Cecina, † 1873)
- Francesco Guglianetti, politico italiano (Augusta, n. 1818 - Torino, † 1872)
- Francesco Guicciardini, politico italiano (Firenze, n. 1851 - Firenze, † 1915)
- Francesco Guillot, politico italiano (Chamoux, n. 1797 - Torino, † 1876)

## I(6)
- Franco Iacono, politico italiano (Forio, n. 1942)
- Francesco Iannelli, politico e magistrato italiano (Napoli, n. 1924 - Roma, † 2012)
- Francesco Imbert Paternò Gioeni, politico italiano (Napoli, n. 1827 - Catania)
- Francesco Ingrao, politico italiano (Grotte, n. 1843 - Lenola, † 1918)
- Francesco Innamorati, politico e partigiano italiano (Foligno, n. 1893 - † 1944)
- Francesco Italia, politico e attivista italiano (Milano, n. 1972)

## L(14)
- Lorenzo Francesco Lonigo, politico italiano (Padova, n. 1866 - Gardone Riviera, † 1935)
- Francesco La Saponara, politico italiano (Palazzo San Gervasio, n. 1936)
- Francesco Laforgia, politico e economista italiano (Grumo Appula, n. 1978)
- Francesco Lamanna, politico italiano (Santa Maria Capua Vetere, n. 1946 - Pavia, † 2019)
- Francesco Lami, politico italiano (Forlì, n. 1910 - † 1977)
- Francesco Laratta, politico e giornalista italiano (San Giovanni in Fiore, n. 1959)
- Francesco Leone, politico, sindacalista e antifascista italiano (Vargem Grande do Sul, n. 1900 - Vercelli, † 1984)
- Francesco Linghindal, politico italiano
- Francesco Paolo Liuzzi, politico e medico italiano (Crispiano, n. 1931 - Taranto, † 2011)
- Francesco Lo Sardo, politico italiano (Naso, n. 1871 - Napoli, † 1931)
- Francesco Lollobrigida, politico italiano (Tivoli, n. 1972)
- Francesco Loperfido, politico italiano (Campodoro, n. 1923 - † 2014)
- Francesco Paolo Lucchese, politico italiano (Alcamo, n. 1935 - Alcamo, † 2025)
- Francesco Antonio Lucifero, politico, patriota e rivoluzionario italiano (Crotone - Crotone, † 1799)

## M(43)
- Francesco Macis, politico italiano (Cagliari, n. 1936)
- Francesco Maggioncalda, politico italiano (Torriglia, n. 1791 - † 1861)
- Francesco Malfatti, politico italiano (Viareggio, n. 1921 - † 2009)
- Pino Mallamo, politico italiano (Reggio Calabria, n. 1934 - Reggio Calabria, † 2004)
- Francesco Mandarini, politico, dirigente d'azienda e giornalista italiano (Perugia, n. 1942 - Perugia, † 2022)
- Francesco Manganelli, politico e scrittore italiano (Nola, n. 1940 - Cimitile, † 2022)
- Francesco Manniello, politico e dirigente sportivo italiano (Castellammare di Stabia, n. 1955)
- Francesco Manzo, politico italiano (Trapani, n. 1900 - Trapani, † 1964)
- Francesco Marani, politico italiano (Volosca, n. 1850 - Gorizia, † 1934)
- Francesco Marchini Camia, politico italiano (Borgo Val di Taro, n. 1891 - † 1960)
- Francesco Pio Marcoccia, politico e architetto italiano (Perugia, n. 1946)
- Francesco Marenco, politico italiano (Genova, n. 1939 - † 2025)
- Francesco Marenghi, politico italiano (Castell'Arquato, n. 1904 - † 1988)
- Francesco Mari, politico italiano (Salerno, n. 1962)
- Francesco Marinaro, politico italiano (Miglionico, n. 1892 - † 1972)
- Francesco Martino, politico italiano (Messina, n. 1937 - Messina, † 2017)
- Francesco Martire, politico italiano (Pedace, n. 1826 - Cosenza, † 1887)
- Francesco Martorelli, politico e avvocato italiano (Cosenza, n. 1929 - Cosenza, † 2008)
- Francesco Maruca, politico e antifascista italiano (Catanzaro, n. 1898 - Bologna, † 1962)
- Francesco Marzi, politico italiano (Senigallia, n. 1823 - † 1903)
- Franco Masala, politico e manager italiano (Bonorva, n. 1933 - Sassari, † 2006)
- Francesco Mastroluca, politico italiano (Manfredonia, n. 1952)
- Francesco Paolo Materi, politico italiano (Grassano, n. 1842 - Roma, † 1910)
- Francesco Matteucci, politico italiano (Lucca, n. 1847 - Lucca, † 1912)
- Francesco Mazza, politico e generale italiano (Rivanazzano, n. 1841 - Torino, † 1924)
- Francesco Mazzola, politico e avvocato italiano (Cuneo, n. 1936 - Cuneo, † 2014)
- Francesco Saverio Melissari, politico e imprenditore italiano (Reggio Calabria, n. 1832 - Reggio Calabria, † 1900)
- Francesco Miccichè, politico e medico italiano (Agrigento, n. 1958)
- Francesco Miceli Picardi, politico italiano (Paola, n. 1882 - Paola, † 1954)
- Francesco Michelotti, politico italiano (Colle di Val d'Elsa, n. 1983)
- Francesco Miniscalchi Erizzo, politico, geografo e filologo italiano (Verona, n. 1811 - Padova, † 1875)
- Francesco Misiano, politico e produttore cinematografico italiano (Ardore, n. 1884 - Mosca, † 1936)
- Francesco Moles, politico, nobile e diplomatico italiano (Napoli - Napoli, † 1713)
- Francesco Molinari, politico italiano (Santeramo in Colle, n. 1964)
- Francesco Mollame, politico italiano (Partinico, n. 1961)
- Franco Monaco, politico e giornalista italiano (Legnano, n. 1951)
- Francesco Moro, politico italiano (Arta Terme, n. 1948)
- Francesco Moro, politico italiano (Sossano, n. 1898 - † 1958)
- Francesco Mura, politico italiano (Ghilarza, n. 1983)
- Francesco Murgia, politico e avvocato italiano (Olzai, n. 1903 - † 1998)
- Francesco Musotto, politico italiano (Pollina, n. 1881 - Pollina, † 1961)
- Francesco Musotto, politico italiano (Palermo, n. 1947)
- Francesco Mussoni, politico sammarinese (San Marino, n. 1971)

## N(9)
- Francesco Napoletano, politico italiano (Bisceglie, n. 1959)
- Francesco Napolitano, politico italiano (Nola, n. 1907 - † 1971)
- Francesco Neffat, politico, antifascista e partigiano italiano (Pola, n. 1908 - Pola, † 1990)
- Francesco Nerli, politico italiano (Rosignano Marittimo, n. 1948 - Roma, † 2020)
- Francesco Nobile, politico italiano (Palermo, n. 1824 - Roma, † 1892)
- Francesco Nobilioni, politico, diplomatico e imprenditore italiano (Iglesias, n. 1847 - † 1942)
- Francesco Nomis di Valfenera e Castelletto, politico italiano (Torino, n. 1641 - Torino, † 1715)
- Francesco Nucara, politico italiano (Reggio Calabria, n. 1940 - Roma, † 2022)
- Franco Nucciarone, politico italiano (Campobasso, n. 1935)

## O(1)
- Francesco Ortore, politico italiano (Adria, n. 1846 - Adria, † 1905)

## P(33)
- Francesco Pais-Serra, politico italiano (Nulvi, n. 1837 - Serrone, † 1924)
- Pancho Pardi, politico e attivista italiano (Pisa, n. 1945)
- Francesco Parisi, politico italiano (Caltagirone, n. 1930 - Caltagirone, † 2016)
- Francesco Parrino, politico italiano (Alcamo, n. 1931 - Milano, † 1985)
- Francesco Paternostro, politico e prefetto italiano (Corleone, n. 1840 - Roma, † 1913)
- Francesco Patriarca, politico italiano (Gragnano, n. 1932 - Gragnano, † 2007)
- Francesco Paolo Perez, politico, scrittore e critico letterario italiano (Palermo, n. 1812 - Palermo, † 1892)
- Francesco Perina, politico italiano (Povegliano Veronese, n. 1942)
- Francesco Persiani, politico e avvocato italiano (La Spezia, n. 1965)
- Francesco Saverio Petroni, politico e funzionario italiano (Ortona dei Marsi, n. 1766 - Chieti, † 1838)
- Francesco Petronio, politico italiano (Trieste, n. 1931 - Torino, † 1994)
- Francesco Petrullo, politico italiano (Savoia di Lucania, n. 1922)
- Francesco Piazza, politico italiano (Cremona, n. 1810 - Cremona, † 1879)
- Francesco Picardi, politico italiano (Napoli, n. 1928 - Napoli, † 2012)
- Francesco Piccoli, politico italiano (Cividale del Friuli, n. 1835 - Padova, † 1883)
- Francesco Raffaele Piccolo, politico italiano (Andria, n. 1942 - † 2021)
- Francesco III Pico della Mirandola, politico e nobile italiano (Scaldasole)
- Francesco Pigliaru, politico e economista italiano (Sassari, n. 1954)
- Francesco Pignatone, politico italiano (San Cataldo, n. 1923 - Palermo, † 2006)
- Francesco Pionati, politico e giornalista italiano (Avellino, n. 1958)
- Francesco Piro, politico italiano (Gela, n. 1951)
- Francesco Polizio, politico e avvocato italiano (Casoria, n. 1940)
- Francesco Ponticelli, politico italiano (Siena, n. 1888 - † 1968)
- Francesco Pontone, politico e avvocato italiano (Napoli, n. 1927 - Napoli, † 2019)
- Francesco Primerano, politico italiano (Sambiase, n. 1915 - † 1961)
- Francesco Principe, politico italiano (Rende, n. 1918 - Cosenza, † 2008)
- Francesco Proietti Cosimi, politico italiano (Subiaco, n. 1951 - Roma, † 2021)
- Francesco Proto, politico italiano (Napoli, n. 1821 - Napoli, † 1892)
- Francesco Aleramo Provana del Sabbione, politico italiano (Torino - Torino, † 1789)
- Francesco Prudente, politico italiano (Cetara, n. 1804 - Napoli, † 1867)
- Francesco Pucci di Sangiuliano, politico italiano (Palermo - Catania, † 1880)
- Francesco Pucci, politico italiano (Firenze, n. 1437 - † 1518)
- Francesco Pucci, politico italiano (n. 1921 - Catanzaro, † 2017)

## Q(3)
- Francesco Quagliariello, politico e avvocato italiano (n. 1855)
- Francesco Quattrone, politico italiano (Reggio Calabria, n. 1941 - Pavia, † 2012)
- Francesco Quintavalla, politico e medico italiano (Parma, n. 1950)

## R(14)
- Francesco Rais, politico e funzionario italiano (Serramanna, n. 1940)
- Francesco Maria Rangoni, politico e ambasciatore italiano († 1511)
- Francesco Recupero, politico italiano (Milazzo, n. 1914 - † 1983)
- Francesco Restelli, politico, patriota e avvocato italiano (Milano, n. 1814 - Milano, † 1890)
- Franco Ribaudo, politico italiano (Marineo, n. 1959)
- Francesco Ricci, politico e medico italiano (Pescara, n. 1959)
- Francesco Roberti, politico italiano (Montefalcone nel Sannio, n. 1967)
- Francesco Rocca, politico italiano (Roma, n. 1965)
- Francesco Saverio Romano, politico italiano (Palermo, n. 1964)
- Francesco Roncalli, politico italiano (Bergamo, n. 1795 - Bergamo, † 1875)
- Francesco Maria Rubano, politico italiano (Telese, n. 1988)
- Francesco Rucco, politico italiano (Lecce, n. 1974)
- Francesco Ruschi, politico italiano (Pisa, n. 1807 - † 1875)
- Francesco Russo, politico e dirigente pubblico italiano (Trieste, n. 1969)

## S(37)
- Francesco Saija, politico italiano (Messina, n. 1914 - † 1965)
- Francesco Salata, politico e storico italiano (Ossero, n. 1876 - Roma, † 1944)
- Francesco Salerno, politico italiano (Barletta, n. 1948 - Barletta, † 2010)
- Francesco Sammarco, politico italiano (Pizzoni, n. 1947)
- Francesco Samà, politico italiano (Melissa, n. 1940 - Crotone, † 2022)
- Francesco Sangiorgi, politico e avvocato italiano (Poggibonsi, n. 1860)
- Francesco Santamaria-Nicolini, politico italiano (Napoli, n. 1830 - Napoli, † 1918)
- Franco Santo, politico italiano (Catanzaro, n. 1940 - Rende, † 2013)
- Francesco Sapia, politico italiano (Corigliano Calabro, n. 1969)
- Francesco Sapio, politico italiano (Castel Volturno, n. 1943)
- Francesco Bartolomeo Savi, politico italiano (Genova, n. 1820 - Genova, † 1865)
- Francesco Scalia, politico italiano (Picinisco, n. 1962)
- Francesco Scoma, politico italiano (Palermo, n. 1961)
- Francesco Scotti, politico italiano (Casalpusterlengo, n. 1910 - Milano, † 1973)
- Francesco Selvaggi, politico italiano (Campobasso, n. 1882 - † 1956)
- Francesco Seratti, politico italiano (Siena, n. 1736 - Tunisi, † 1814)
- Francesco Maria Serra, politico italiano (Uta, n. 1804 - Cagliari, † 1884)
- Franco Servello, politico italiano (Cambridge, n. 1921 - Milano, † 2014)
- Francesco Sessa, politico italiano (Daverio, n. 1535 - Milano)
- Francesco Sforza Cesarini, politico, patriota e militare italiano (Genzano di Roma, n. 1840 - Roma, † 1899)
- Francesco Silvestri, politico italiano (Roma, n. 1981)
- Francesco Silvestro, politico italiano (Arzano, n. 1971)
- Cicco Simonetta, politico, diplomatico e crittografo italiano (Caccuri - Pavia, † 1480)
- Francesco Sisinni, politico e funzionario italiano (Maratea, n. 1934)
- Francesco Paolo Sisto, politico italiano (Bari, n. 1955)
- Francesco Smurra, politico italiano (Luzzi, n. 1927 - Roma, † 2021)
- Francesco Sobrero, politico italiano (Rodello, n. 1925 - Alba, † 2012)
- Francesco Soliano, politico italiano (Mede, n. 1924 - † 2012)
- Francesco Speranza, politico italiano (Rocca di Papa, n. 1937)
- Francesco Speroni, politico italiano (Busto Arsizio, n. 1946)
- Francesco Spinelli, politico italiano (Napoli, n. 1820 - Napoli, † 1897)
- Francesco Spinelli, politico italiano (Bari, n. 1922 - † 2009)
- Francesco Stagno d'Alcontres, politico italiano (Sliema, n. 1955)
- Francesco Stella, politico italiano (Matera, n. 1955 - Matera, † 2019)
- Francesco Storace, politico e giornalista italiano (Cassino, n. 1959)
- Franco Stradella, politico italiano (Felizzano, n. 1941 - Quargnento, † 2022)
- Francesco Sulis, politico italiano (Sassari, n. 1817 - Roma, † 1877)

## T(18)
- Francesco Tabladini, politico italiano (Brescia, n. 1942 - Brescia, † 2009)
- Francesco Tagliamonte, politico italiano (Acerra, n. 1927 - Napoli, † 1998)
- Francesco Tagliarini, politico e avvocato italiano (Lecco, n. 1935 - Bergamo, † 2025)
- Francesco Taormina, politico e avvocato italiano (Palermo, n. 1903 - † 1972)
- Francesco Tedesco, politico italiano (Andretta, n. 1853 - Roma, † 1921)
- Francesco Tempestini, politico e giornalista italiano (Roma, n. 1946)
- Francesco Tenerelli, politico italiano (Leonforte, n. 1839 - Catania, † 1899)
- Francesco Tirelli, politico italiano (Quinzano d'Oglio, n. 1950)
- Francesco Tolotti, politico italiano (Brescia, n. 1952)
- Francesco Toni, politico italiano (Pistoia, n. 1921 - Pistoia, † 1991)
- Francesco Torselli, politico italiano (Firenze, n. 1976)
- Francesco Tozzoli, politico italiano (Calitri, n. 1852 - Napoli, † 1893)
- Francesco Trinchera, politico, giornalista e giurista italiano (Ostuni, n. 1841 - Ostuni, † 1923)
- Francesco Tripepi, politico italiano (Reggio Calabria, n. 1857 - Roma, † 1910)
- Francesco Giustino Troilo, politico italiano (Chieti, n. 1888 - Chieti, † 1956)
- Francesco Tubi, politico italiano (Oleggio, n. 1789 - Oleggio, † 1849)
- Franz Turchi, politico italiano (Roma, n. 1969)
- Francesco Turnaturi, politico italiano (Catania, n. 1914 - † 2005)

## U(1)
- Francesco Urraro, politico italiano (San Giuseppe Vesuviano, n. 1973)

## V(9)
- Francesco Valori, politico italiano (Firenze, n. 1438 - Firenze, † 1498)
- Francesco Vendramin, politico e diplomatico italiano (Venezia, n. 1751 - † 1818)
- Francesco Venier, politico italiano (Venezia, n. 1489 - Venezia, † 1556)
- Francesco Ventola, politico italiano (Canosa di Puglia, n. 1971)
- Francesco Verducci, politico italiano (Fermo, n. 1972)
- Francesco Verga, politico e attivista italiano (Milano, n. 1929 - Milano, † 1975)
- Francesco Vitelleschi Nobili, politico italiano (Roma, n. 1829 - Roma, † 1906)
- Francesco Vizioli, politico italiano (Colledimezzo, n. 1835 - Napoli, † 1899)
- Francesco Paolo Voccoli, politico italiano (Taranto, n. 1946)

## Z(7)
- Francesco Zaffini, politico italiano (Spoleto, n. 1955)
- Francesco Zama, politico italiano (Faenza, n. 1927 - Fermo, † 2011)
- Francesco Zanardi, politico italiano (Poggio Rusco, n. 1873 - Bologna, † 1954)
- Francesco Zane, politico italiano (Salò, n. 1898 - Salò, † 1971)
- Francesco Zoppetti, politico e operaio italiano (Mairago, n. 1936)
- Francesco Zuddas, politico italiano (Nuoro, n. 1946 - Nuoro, † 2011)
- Francesco Zunini, politico italiano (Albisola Superiore, n. 1786 - Savona, † 1859)